# Liste der Monuments historiques in Évry-Courcouronnes
Die Liste der Monuments historiques in Évry-Courcouronnes führt die Monuments historiques in der französischen Gemeinde Évry-Courcouronnes auf.

## Liste der Bauwerke inCourcouronnes
| Bezeichnung                                          | Beschreibung | Standort                   | Kennzeichnung | Schutzstatus | Datum | Bild |
| ---------------------------------------------------- | ------------ | -------------------------- | ------------- | ------------ | ----- | ---- |
| Bornes fleurdelysées Nr. 19 und Nr. 20 (Grenzsteine) |              | Route de Versailles (Lage) | PA00087873    | Inscrit      | 1934  |      |